# Социјална литература
За социјалну литературу употребљава се још и појам пролетерска књижевност која, као и грађански реализам 19. века, користи реалистички поступак, али строго усмерен на живот радника, сиромаха, на свакодневницу широких маса и њихове проблеме.
Овај вид литературе у српској књижевности настао је под утицајем једног свеопштег незадовољства грађанским друштвом и грађанском књижевношћу која се бала сасвим удаљила од свакодневног, од обичног човека и затворила у "у зачарани круг свог унутрашњег света". 
На појаву овог вида литературе утицали су и други чиниоци: 
1. Јачање Комунистичке партије и њена агресивна пропагандна активност.
2. Марксистичко учење и социјалистички реализам у Русији.

## Корени социјалистичког реализма
Корени социјалистичког реализма били су у поетском реализму Максима Горког, који је крајем 19. века и почетком 20.века надахнуто писао о сиромашнима и бескућницима, доживљавајући их као успавану снагу и веснике једног будућег живота у коме ће они бити господари своје судбине, сликајући их као безимене хероје, пуне моралне снаге, оптимизма и решености да истрају у својој мисији која ће изменити свет. Таква су дела Максима Горког Макар Чудра (1892), Песма о веснику буре (1901), драма На дну(1902) и роман Мати (1906). А након Октобарске револуције пролетерска књижевност је добила поетику у којој је много захтева канонизовано, а посебно тридесетих година, у време ждановизма које је постављао строго одређене задатке пред писце, када се тачно знало о чему ће се и како писати. Књижевност је постала потпуно идеолошки обојена и у служби револуције и социјализма.
| година | назив дела           |
| ------ | -------------------- |
| 1892.  | Макар Чудра          |
| 1901.  | Песма о веснику буре |
| 1902.  | На дну               |
| 1906.  | Мати                 |

## Социјална литература у српској књижевност
Утицај такве књижевности почео је да се осећа и код нас, нарочито након тридесетих година. Почеци ове литературе се везују за часопис Нова литература и издавачко предузеће Новит, око којих су се окупљали млади интелектуалци и ствараоци попут Отокара Кершованија, Веселина Маслеше, браће Бихаљи (Ото и Павле). 
Са њима ће и започети социјална литература у српској књижевности. У Београду и Загребу јавља се низ часописа са оријентацијом ка социјалној литератури:Литература, Култура, Стожер, а од 1932. године и Данас, Наша стварност, Печат, Уметност и критика.

## Представници социјалне литературе у Србији
- Марко Ристић
- Јован Поповић
- Ђорђе Јовановић
- Веселин Маслеша
- Радован Зоговић

Прво литерарно оглашавања писаца социјалне литературе било је у заједничком зборнику Књига другова, која је из штампе изашла 1929. године и одмах уништена одлуком власти.

## Референца
1. ↑  Социјална литература и формирање књижецне левице